# Manuel Sevillano
Manuel Sevillano Canals (Reus, 2 luglio 1981) è un allenatore di pallavolo e pallavolista spagnolo.
Allena e gioca come libero nel Río Duero Soria.

## Palmarès

### Club
- Campionato spagnolo: 2

2010-11, 2011-12
- Coppa del Re: 4

2000-02, 2009-10, 2010-11, 2011-12
- Supercoppa spagnola: 1

2008

### Nazionale (competizioni minori)
- Giochi del Mediterraneo 2005
- European League 2005
- European League 2007

### Premi individuali
- 2010 - Supercoppa spagnola: MVP
- 2012 - Coppa del Re: MVP